# Dogz 2
Dogz 2 (ou Petz: Dogz 2) est un jeu vidéo de Ubisoft. Il fait partie de la série Petz et est sorti sur PC, Mac OS, Game Boy Advance, Nintendo DS, Wii et PlayStation 2.

## Accueil
- IGN : 6,8/10 (DS)[1]
- Jeuxvideo.com : 7/20 (DS)[2] - 5/20 (GBA)[3]